# Silnik żywy

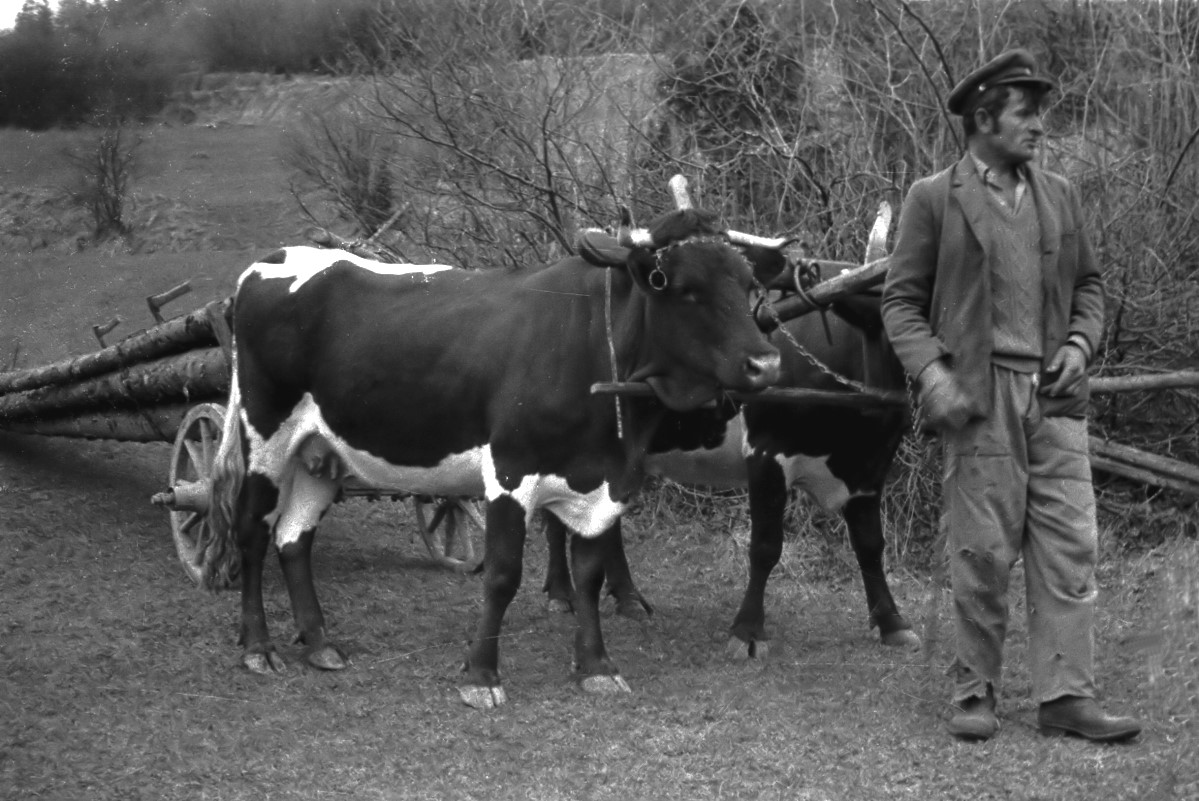
Silnik żywy – krowy w zaprzęgu

Silnik żywy – człowiek lub zwierzę jako źródło napędu. Nazwa aktualnie bardzo rzadko używana. Dawniej głównie w zestawieniach porównawczych z innymi typami silników i napędów maszyn, np. koń – ciągnik. Nie występuje w aktualnych klasyfikacjach silników.
Jeszcze w 1850 roku 94% energii napędowej pochodziło od zwierząt i ludzi, a w 1950 tylko 4%.
Najważniejszymi parametrami była ich moc średnia w czasie dniówki i moc chwilowa. Mocy chwilowej konia w zaprzęgu odpowiadają jednostki mocy: koń mechaniczny i koń parowy.
Moc uzyskiwana od człowieka lub zwierzęcia zależy od sposobu jej wykorzystania, np. moc konia w zaprzęgu wynosi 1 KM, a na wyjściu kieratu spada do 0,54 KM.
Przyjmuje się, że dla uzyskania z kieratu mocy 1 KM potrzeba 720 kg żywej wagi. Dokładne dane można znaleźć w tablicach.
| Zwierzę Człowiek   | Pełna   | Pełna        | Pełna     | W kieracie przy drągach 4,5 – 5 m | W kieracie przy drągach 4,5 – 5 m | W kieracie przy drągach 4,5 – 5 m | W deptaku | W deptaku    | W deptaku |
| Zwierzę Człowiek   | siła kG | prędkość m/s | moc kGm/s | siła kG                           | prędkość m/s                      | moc kGm/s                         | siła kG   | prędkość m/s | moc kGm/s |
| Człowiek           |         |              |           |                                   |                                   |                                   | 64        | 0,15         | 9,6       |
| Koń o masie 400 kg | 60      | 1,25         | 75        | 45                                | 0,9                               | 40,5                              |           |              |           |
| Wół                | 60      | 0,8          | 48        | 65                                | 0,6                               | 39                                |           |              |           |
| Muł                | 50      | 1,1          | 55        | 30                                | 0,9                               | 27                                |           |              |           |
| Osioł              | 40      | 0,8          | 32        | 14                                | 0,8                               | 11,2                              |           |              |           |

Na podstawie tabeli z 1905

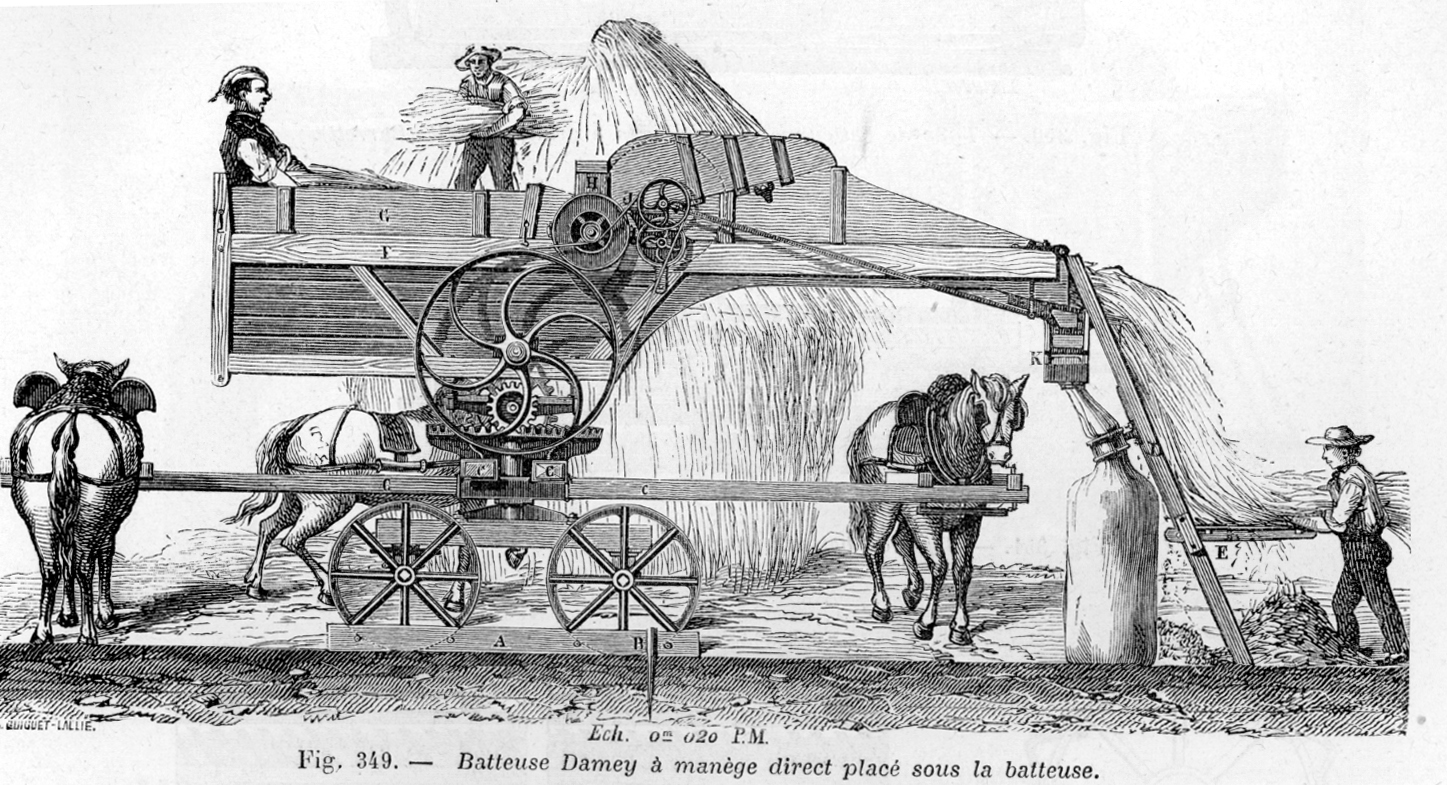
Młocarnia z 1881 r. napędzana końmi poprzez kierat

Najważniejszym parametrem była moc średnia w czasie dniówki. Uwzględnia się np. czas przerw (ok. 35% czasu), zmęczenie itp.
Człowiek przy sikawce strażackiej przez 2 minuty rozwija moc do 0,5 KM ale średnią w czasie dniówki tylko 0,048 KM (mniej niż 10%).
Uwzględniano także mniejszą wydajność więźniów rzadko przekraczającą 60% wydajności człowieka wolnego.
Maszyny ułatwiające wykorzystanie: kabestan, kierat, koło deptakowe, zaprzęg.

## Literatura
- „Technik” praca zbiorowa wydana staraniem Komitetu Redakcyjnego (Drukarnia Rubleszewskiego i Wrotnowskiego w Warszawie) 1 tom - 1905r, 2 tom - 1908 r.